# 再死一次 (電影)
是一部改編自史蒂芬·金的原著小說的科幻恐怖驚悚片，由大衛·柯能堡所執導。

## 評價
此電影相當成功，分別在imdb和爛番茄獲得7.3和89%的評價。

## 外部連結
- 互联网电影数据库（IMDb）上《再死一次》的资料（英文）
- AllMovie上《再死一次》的资料（英文）
- 爛番茄上《The Dead Zone》的資料（英文）